# 야나가와 시게노부
야나가와 시게노부(柳川調信, 생년 미상 ~ 게이초 10년(1605년) 음력 9월))는 센고쿠 시대부터 에도 시대 초기까지의 쓰시마 소 씨의 가신으로서 쓰시마 번의 가로(집사) 출신이다. 생애 초기에 진자부로(甚三郎), 후기에 곤노스케(権之助)라고 불리었다.